# Odontotrypes hayeki
Odontotrypes hayeki es una especie de coleóptero de la familia Geotrupidae.

## Distribución geográfica
Habita en el Tíbet (China).